# Gibson SG
Gibson SG er en elektrisk guitar, der blev introduceret i 1961, da Gibson-firmaet mente, at deres Les Paul model (fra 1952) var forældet. Oprindeligt blev den nye guitar også kaldt en Les Paul og erstattede helt den guitar, som i dag kendes som en Les Paul. Les Paul selv var ikke særlig glad for den nye guitar, som han mente blot var en billigere version af 'hans' guitar og med en tyndere lyd. I 1962, da Les Paul ikke længere havde kontrakt med Gibson, blev denne nye Les Paul guitar omdøbt til SG, en forkortelse for Solid Guitar.
SG guitaren er meget tyndere end Les Paul guitaren og vejer meget mindre. Selv om det varierer meget med årgangen, har SG'en også typisk en tyndere hals end Les Paul'en. I modsætning til Les Paul'en har SG'en også to cutaways, men har dog den samme elektronik – to humbucker pick-upper.
SG'en har en anderledes lyd end Les Paul guitaren, da den var designet mere som en rock guitar, snarere end som jazz guitar. Lyden af en SG er klarere og med mere diskant end en Les Paul, og den har været temmelig populær siden den blev introduceret, selv om den oprindelige Les Paul guitar blev genudgivet sidst i 60'erne.

## Guitarister, kendt for at bruge SG
- Angus Young, AC/DC (har en signature model SG)
- Carlos Santana
- Daron Malakian, System of a Down
- Pete Townshend, The Who
- Robby Krieger, The Doors
- Tony Iommi, Black Sabbath (har en signature model SG)
- Nick Jonas, Jonas Brothers
- Michael Poulsen, Volbeat
- Peter Sandorff, Nekromantix
- Frank Zappa
- Todd Rundgren